# فرانسيسكو فيريرا
فرانسيسكو فيريرا (بالإسبانية: Francisco Ferrera) (و. 1794 – 1851 م) هو سياسي، ومحام من هندوراس .